# Kobita Dookhee
Kobita Dookhee, née le 13 août 1998, est une joueuse mauricienne de badminton.

## Carrière
Lorna Bodha est médaillée d'argent par équipes mixtes aux Championnats d'Afrique de badminton 2019 à Port Harcourt. Elle est médaillée d'or en double dames aux Jeux des îles de l'océan Indien 2019 avec Aurélie Allet. Elle est médaillée de bronze en double mixte avec Tejraj Pultoo aux Championnats d'Afrique de badminton 2020 au Caire.
Aux Championnats d'Afrique de badminton 2022 à Kampala, elle obtient la médaille d'or en double dames avec Lorna Bodha.
Aux Championnats d'Afrique par équipes, elle est médaillée d'or en 2020 au Caire et médaillée de bronze en 2022 à Kampala.